# Netelia punctata
Netelia punctata là một loài tò vò trong họ Ichneumonidae.